# Santutxu

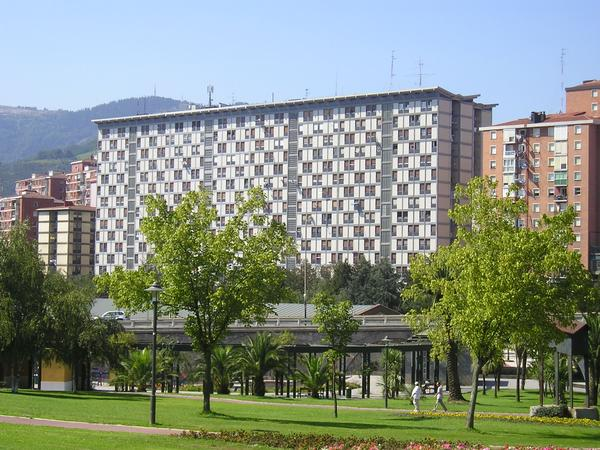
Plaça Lauaxeta, on hi ha la coneguda com a Casa Escaquejada (Ajedrezeko etxea)

Santutxu és un barri de Bilbao dins el districte de Begoña. Té una extensió de 8,06 kilòmetres quadrats i una població de 33.346 habitants. Limita al nord amb Begoña, Iturrialde, Solokoetxe i Atxuri, al sud amb Bolueta, a l'est amb Txurdinaga i a l'oest amb Abusu/La Peña.

## Etimologia
Santutxu (santet) és el resultat de la unió de la paraula Santu (Sant en basc) i el sufix diminutiu basc txu i deu el seu nom a una ermita dedicada a Sant Francesc de Paula, aixecada en 1737. En ser petits tant l'ermita com la talla del sant al seu interior, va rebre el nom popular de santutxu.

## Història
En 1925 foren annexats al municipi de Bilbao l'elizate de Begoña i el barri de Santutxu). Al segle xx va passar de ser una zona semi-rural amb amplis solars a un barri intensament poblat, especialment després de l'explosió constructora i demogràfica dels anys 60.
El Col·legi Públic Luis Briñas és un edifici singular, situat al carrer Iturriaga, al costat de la Campa de Basarrate. Protegit monumentalment, és obra de l'arquitecte Pedro Ispizua Susunaga (Bermeo, 1895 - Bilbao, 1976), a qui també es deu el conegut com a edifici "del Tigre", el Mercat de la Ribera, la pèrgola del Parc Casilda Iturrizar o el Kiosc de l'Arenal.

## Transport

### Autobusos
Bilbobus: línies que passen pel barri:
| Línia | Recorregut                | Freqüència (min) |
| ----- | ------------------------- | ---------------- |
| 13    | San Inazio - Txurdínaga   | 12´              |
| 34    | Otxarkoaga - Santutxu     | 30´              |
| 38    | Santutxu - Plaza Biribila | 12´              |
| 43    | Garaizar - Santutxu       | 30´              |
| 48    | Santutxu - Ospitalea      | 15´              |
| 77    | Peñascal - Larreagaburu   | 12´              |

### Metro de Bilbao
- Estació de Santutxu, té dues sortides, ambdues a distints punts del carrer Zabalbide, però una amb sortida al carrer Carmelo a través d'ascensor, ideal per a accedir al centre comercial del barri.
- Estació de Basarrate, en la plaça homònima, coneguda popularment com la Campa del Muerto.

## Santutxutarrescèlebres
- Mikel Bilbao, músic i txistulari de la Banda Municipal de Bilbao.
- Daniel Granados, torero ("El niño de Santutxu").
- Javier Calle, periodista y presentador de televisión.
- Javi Salgado, jugador del Lagun Aro GBC i exjugador del Bilbao Basket.
- Julio Ibarra, ex-presentador del Teleberri (ETB) i ex-director de Comunicació i Marketing de Metro Bilbao.
- Rakel Capapé, periodista y presentadora de TeleBilbao.
- Roberto Forcem, periodista d'Onda Cero.
- Lorena Gil, periodista d'El Correo.
- Ibai Gómez, futbolista, jugador de l'Athletic Club de Bilbao.